# Chauhali Upazila
Chauhali Upazila är ett underdistrikt i Bangladesh. Det ligger i den centrala delen av landet, 90 km nordväst om huvudstaden Dhaka.
Trakten runt Chauhali Upazila består till största delen av jordbruksmark. Runt Chauhali Upazila är det mycket tätbefolkat, med 1 095 invånare per kvadratkilometer.